# Parc de la Primavera
El parc de la Primavera es troba a la muntanya de Montjuïc, al districte de Sants-Montjuïc de Barcelona. Va ser creat en 2007 amb un projecte de Patrizia Falcone. Aquest parc va ser concebut amb criteris d'autosuficiència i sostenibilitat, una de les premisses bàsiques en la creació d'àrees verdes a la ciutat comtal en l'actualitat, com els parcs de Can Rigal, de Torrent Maduixer i el de Rieres d'Horta.

## Descripció
Es troba entre el barri del Poble-sec i el vessant nord de la muntanya de Montjuïc, al costat del parc del Mirador del Poble Sec. Es tracta d'una zona de fort desnivell, resolt a través d'una sèrie de rampes i escales. Sota el sòl del parc es troba un centre de tractament de residus, el Parc de Neteja de la Zona Sud, obra dels arquitectes Eileen Liebman, Fernando Villavecchia i Mireia Comajuncosa, construït ja amb la intenció de situar damunt una zona verda. Diverses xemeneies d'aquest complex sobresurten de la coberta de l'edifici i s'integren de forma harmoniosa en el jardí superior, com a elements decoratius del parc. La vegetació és típicament mediterrània, entre la qual destaquen els pins blancs, els àlbers i els salzes. El parc disposa d'una àrea de jocs infantils i una altra per a gossos, i acull un ambulatori, el CAP Les Hortes. En el seu recinte es troben les restes d'un refugi antiaeri de la Guerra Civil espanyola.